# 斎藤喜
斎藤 喜（さいとう よし、1948年1月29日 - ）は、千葉県出身の元プロ野球選手。ポジションは内野手。

## 来歴・人物
習志野高校出身。千葉県の高校では遊撃手No.1の評判だった。また韓国高校選抜軍対全関東高校の試合に選抜され、関東球界では大型内野手として注目されていた。高校同期には後に中日ドラゴンズで活躍する谷沢健一がいる（谷沢とは高校時代に3、4番のクリーンアップコンビを形成していた）。1965年夏の甲子園県予選準決勝では、銚子商の木樽正明（後にロッテ・オリオンズ入り）に抑えられ敗退するが、木樽から3安打を放っている。銚子商は夏の甲子園で準優勝。
1965年プロ野球ドラフト会議で阪急ブレーブスへ2位指名で入団。当時の青田昇コーチから中西太、長嶋茂雄に匹敵する才能と絶賛されたこともあり、1年目の1966年から一軍を経験し将来を嘱望された。同年9月15日には近鉄バファローズを相手に八番打者、遊撃手として先発出場を果たす。しかし体が硬く、故障続きであまり出場機会には恵まれず、1969年には福本豊、加藤秀司ら同年代の選手が社会人から入団したこともあって投手転向を図る。1970年に退団を決意。その年のオフに行われた二軍選手を中心にした第1回選抜会議（トレード会議）の対象となり中日ドラゴンズに指名されたが、断りを入れ現役を引退。
引退後は親戚から「警察か消防なら紹介してやる」と言われ、東京消防学校に入り、半年後に採用試験に合格。江戸川消防署に配属されると、消防から救急隊へと配転された。勤務の間を縫って病院実習などをこなし、1992年には救急救命士試験に合格、後に救急隊長も務めた。1995年3月20日に発生した地下鉄サリン事件の際には、救急隊長として出動した。後年は公益財団法人東京防災救急協会の救急講習講師を7年間勤め上げ、2008年限りで退官した。

## 詳細情報

### 年度別打撃成績
| 年 度     | 球 団     | 試 合 | 打 席 | 打 数 | 得 点 | 安 打 | 二 塁 打 | 三 塁 打 | 本 塁 打 | 塁 打 | 打 点 | 盗 塁 | 盗 塁 死 | 犠 打 | 犠 飛 | 四 球 | 敬 遠 | 死 球 | 三 振 | 併 殺 打 | 打 率 | 出 塁 率 | 長 打 率 | O P S |
| --------- | --------- | ----- | ----- | ----- | ----- | ----- | -------- | -------- | -------- | ----- | ----- | ----- | -------- | ----- | ----- | ----- | ----- | ----- | ----- | -------- | ----- | -------- | -------- | ----- |
| 1966      | 阪急      | 18    | 14    | 13    | 1     | 1     | 0        | 0        | 0        | 1     | 0     | 0     | 0        | 0     | 0     | 1     | 0     | 0     | 4     | 0        | .077  | .143     | .077     | .220  |
| 1967      | 阪急      | 18    | 6     | 6     | 4     | 2     | 0        | 0        | 0        | 2     | 0     | 1     | 0        | 0     | 0     | 0     | 0     | 0     | 1     | 1        | .333  | .333     | .333     | .667  |
| 1968      | 阪急      | 8     | 6     | 5     | 2     | 1     | 0        | 0        | 1        | 4     | 2     | 0     | 0        | 0     | 0     | 1     | 0     | 0     | 2     | 0        | .200  | .333     | .800     | 1.133 |
| 1970      | 阪急      | 1     | 0     | 0     | 0     | 0     | 0        | 0        | 0        | 0     | 0     | 0     | 0        | 0     | 0     | 0     | 0     | 0     | 0     | 0        | ----  | ----     | ----     | ----  |
| 通算：4年 | 通算：4年 | 45    | 26    | 24    | 7     | 4     | 0        | 0        | 1        | 7     | 2     | 1     | 0        | 0     | 0     | 2     | 0     | 0     | 7     | 1        | .167  | .231     | .292     | .522  |

### 背番号
- 21 （1966年 - 1970年）